# Portão Calce
Portão Calce (em grego: Χαλκῆ Πύλη; romaniz.: Chalke Pýle) foi a principal entrada cerimonial (vestíbulo) do Grande Palácio de Constantinopla durante o Império Bizantino. O nome, que significa "O Portão de Bronze", foi dado por causa dos portais de bronze ou de telhas douradas de bronze utilizadas no telhado. O interior foi ricamente decorado com mármore e mosaicos, e a fachada exterior apresentou um número de estátuas. Os principais elementos do edifício eram um ícone de Cristo que se tornou o principal símbolo iconódulo durante a Iconoclastia, e uma capela dedicada a Cristo Calcita que foi erigida no século X ao lado do portão. O portão em si parece ter sido demolido no século XIII, mas a capela sobreviveu até o século XIX.

## História

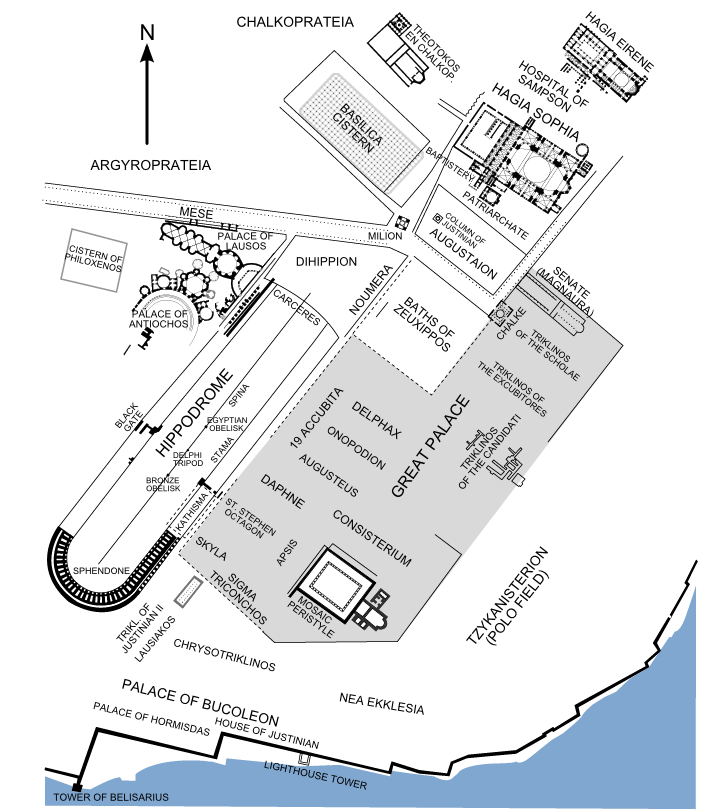
Planta do complexo dos palácios imperiais de Constantinopla

A primeira estrutura foi erigida pelo arquiteto Etério durante o reinado do imperador Anastácio I Dicoro (r. 491–518) para celebrar a vitória na Guerra Isaura (492–497). Como grande parte do centro da cidade, a estrutura foi incendiada durante a revolta de Nica em 532 e foi subsequentemente reconstruída por Justiniano (r. 527–565). Este edifício foi extensivamente descrito pelo historiador Procópio em seu Sobre os Edifícios. Nos séculos VII e VIII, o Calce em si ou suas dependências tornaram-se uma prisão até Basílio I, o Macedônio (r. 867–886) repará-lo e transformá-lo em um tribunal.
Romano I Lecapeno (r. 920–944) anexou uma pequena capela dedicada a Cristo Calcita (em grego: Χριστός Χαλκίτης) que foi posteriormente reconstruída em grande escala por João I Tzimisces (r. 969–976), que dotou-a com relíquias e foi sepultado lá. Esta reconstrução foi facilitada pelo fato de que seu predecessor, Nicéforo II Focas (r. 963–969), tinha fechado o precinto do palácio com um novo muro de perímetro reduzido, para o qual o Calce não era mais conectado. A portaria principal, despojada de suas portas de bronze por Isaac II Ângelo durante seu primeiro reinado (1185–1195), não é mencionada em crônicas após c. 1200. A capela, contudo, sobreviveu muito tempo depois: é mencionada por peregrinos russos como estando em grande parte preservada no século XIV, e na época otomana, as ruínas da capela eram conhecidas como Arslan Hane e funcionaram como um alojamento de feras. Os restos da capela são retratados em desenhos do século XVIII, até sua demolição final em 1804.

## Descrição

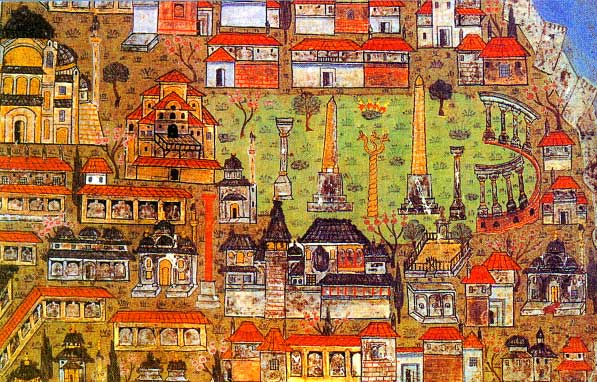
Iluminura do Hipódromo de Constantinopla feita pelo miniaturista otomano Matrakçı Nasuh de 1536. A igreja de Cristo Calcita, conhecida neste período como Arslan Hane, é o grande edifício abobadado vermelho-alaranjado com um terraço, à esquerda do prado florescente (o sítio do antigo Hipódromo) e à direita de Santa Sofia

Várias descrições literárias do portão sobreviveram. Procópio é a fonte mais antiga e mais proeminente, mas registros das estátuas decorativas da fachada também vem das Breves Notas Históricas. Estava no canto sudoeste do Augusteu, a principal praça cerimonial da cidade, com Santa Sofia ao norte e as Termas de Zeuxipo e o Hipódromo de Constantinopla a sul e oeste respectivamente. O Calce de Justiniano era um edifício retangular, com quatro pilares de apoio envolvidos numa cúpula central em pendículos, que por sua vez se apoiavam em quatro abóbadas de berço na forma típica bizantina. Os pilares do sul e norte eram um pouco menores do que os do leste e oeste.
A estrutura central era ligada por duas câmaras menores de ambos os lados para o sul e norte, cada qual com um teto abobadado. A relação da igreja de Cristo Calcita com o portão é incerta; Cyril Mango sugere que estava localizada a sua esquerda, mas também tem sido proposto que ela teria sido erigida sob a portaria em si. Sabe-se que a capela situava-se em cima de uma plataforma elevada, e representações do século XVIII localizam-na a cerca de 100 metros ao sul do canto sudoeste de Santa Sofia. A decoração interior do vestíbulo é também descrita em Procópio: as paredes foram decoradas com placas de mármore multicolorido, enquanto os limites foram cobertos por mosaicos, que descreviam Justiniano e sua imperatriz Teodora flanqueados pelo senado, bem como pelas vitórias de Belisário nas guerras gótica e vândala e seu retorno triunfal portando despojos, com reis e reinos derrotados para seu imperador.
A decoração externa é comparativamente desconhecida, mas as Breves Notas registram a existência de várias estátuas, provavelmente localizadas nos nichos acima da porta central. Estas incluem Maurício (r. 582–602) e sua esposa e filhos, uma par de estátuas de filósofos tomadas de Atenas, que estão com os braços esticados uma para a outra, estátuas de Zenão (r. 474–475; 476–491) e de Ariadne bem como quatro cabeças de górgonas do Artemísio do Éfeso que "rodeavam Calce com o sinal da cruz sobre elas".

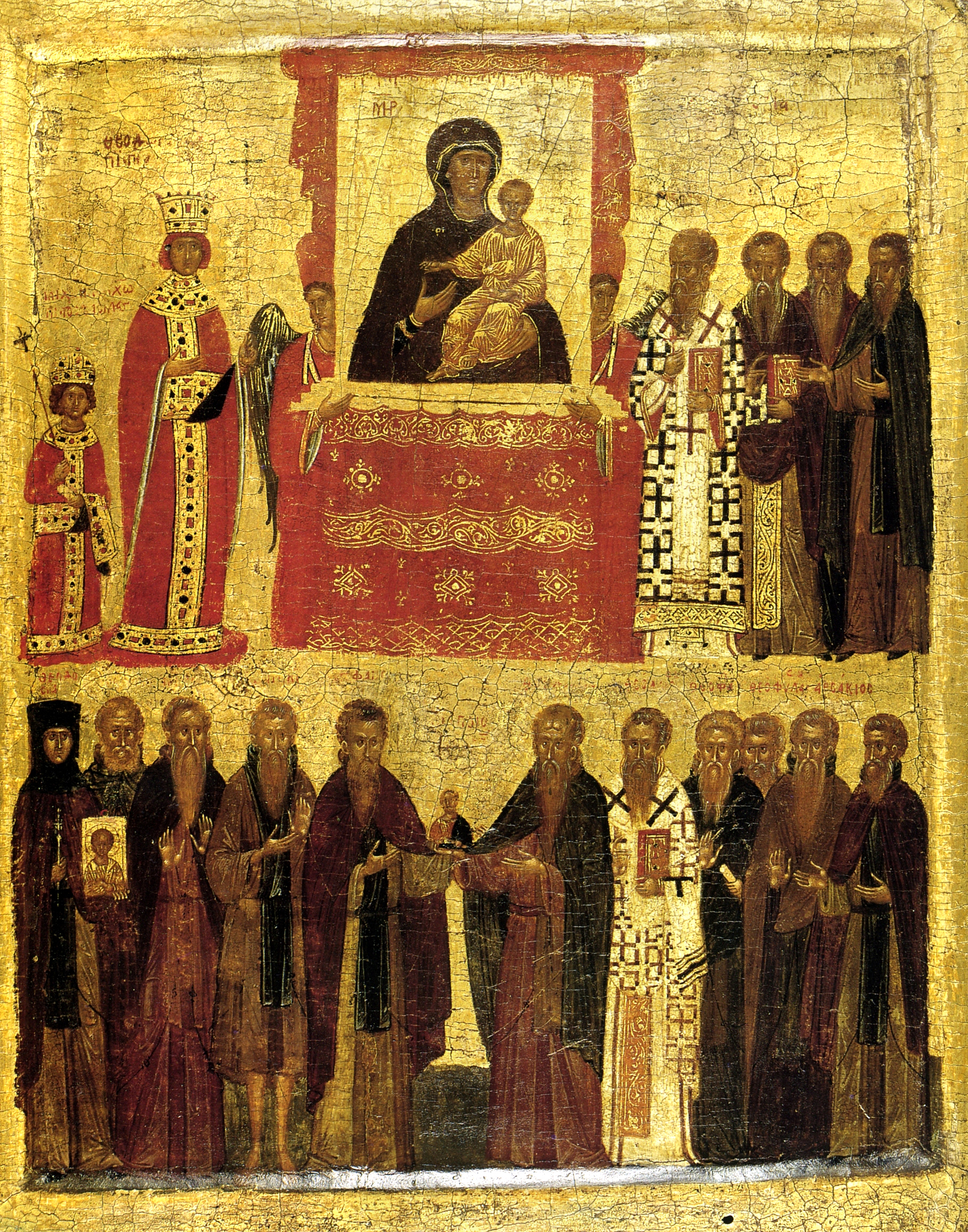
Ícone celebrando o "Triunfo da Ortodoxia" e a restauração da adoração de ícones em 843. Santa Teodósia, mártir iconódula, a primeira à esquerda na linha de baixo, é representada com o ícone de Cristo Calcita.

O mesmo texto também registra que estátuas do imperador Maximiano (r. 285–305) e a dinastia de Teodósio I (r. 378–395) inteira estavam localizadas "nas proximidades", enquanto a exata localização da estátua da imperatriz Élia Pulquéria em relação ao edifício é incerta. Cyril Mango, que estudou o problema do estatuário registrado nas Breves Notas, concluiu que as referências vêm de um texto escrito em c. 600 - em grande parte porque as imagens de Maurício e sua família são susceptíveis de ter sobrevivido a sua derrubada e assassinado por Focas em 602.

## Ícone de Cristo Calcita
Acima da entrada principal do Calce situava-se um ícone de Cristo, o chamado Cristo Calcita ("Cristo de Calce"). As origens do ícone são obscuras: baseado na menção nas Breves Notas, pode ter existido por c. 600, mas não pode ser afirmada com toda a certeza. Sua exibição proeminente na própria entrada do palácio imperial fez dele um dos principais símbolos religiosos da cidade. Por conseguinte, a sua remoção, em 726 ou 730, pelo imperador Leão III, o Isauro (r. 717–741), era ao mesmo tempo uma importante declaração política e uma faísca para distúrbios violentos na cidade, e marcou o início da proibição oficial de ícones no império.
O ícone foi restaurado pela primeira vez pela imperatriz Irene em c. 787, até que foi novamente removido por Leão V, o Armênio (r. 813–820) e substituído por uma simples cruz. Após a definitiva restauração da veneração de ícones em 843, um ícone em mosaico produzido pelo famoso monge e artista iconódulo Lázaro o substituiu. A aparência exata do ícone é incerta: embora a primeira imagem tenha sido interpretada como um busto do tipo Cristo Pantocrator, referências bizantinas posteriores, tais como moedas de João III Vatatzes (r. 1221–1254) e o mosaico Deesis da Igreja Chora, usam o termo para representações de um Cristo em pé sobre um pedestal.